# Подзвони Джейн (фільм)
«Подзвони Джейн» (англ. Call Jane) — американський драматичний фільм 2022 року режисера Філліс Наги. Прем'єра відбулася на кінофестивалі Санденс у 2022 році.

## Сюжет
Традиційна домогосподарка 1960-х років приєднується до Jane Collective, щоб боротися за права жінок.

## Актори
- Елізабет Бенкс у ролі Джой
- Сігурні Вівер у ролі Вірджинії
- Кейт Мара в ролі Лани
- Кріс Мессіна в ролі Вілла
- Вунмі Мосаку в ролі Гвен
- Корі Майкл Сміт — Дін
- Аїда Туртурро — сестра Майк
- Грейс Едвардс у ролі Шарлотти
- Б'янка Д'Амброзіо в ролі Ерін
- Джон Магаро[3] — детектив Чілмарк
- Ребекка Хендерсон[3] у ролі Еді
- Шон Кінг — офіцер Вайт
- Елісон Джей — Сандра

## Виробництво
У жовтні 2020 року було оголошено, що Елізабет Бенкс, Сігурні Вівер, Кейт Мара та Руперт Френд були обрані на головні ролі у фільмі. Елізабет Мосс і Сьюзен Серендон спочатку були обрані на роль Джой і Вірджинії відповідно, але обом довелося вийти через конфлікти в розкладі. Зйомки розпочалися в Лос-Анджелесі у квітні 2021 року, до акторського складу приєдналася Вунмі Мосаку. У травні 2021 року до акторського складу фільму приєдналися Кріс Мессіна, Корі Майкл Сміт, Аїда Туртурро, Грейс Едвардс і Б'янка Д'Амброзіо, а Френд більше не приєднався. 4 лютого 2022 року компанія «Придорожні атракціони» придбала права на розповсюдження фільму.

## Прийом
На сайті агрегатора відгуків Rotten Tomatoes 82 % із 45 відгуків є позитивними, з середнім рейтингом 6,6/10. Критичний консенсус вебсайту свідчить: «Хоча його фокус дещо вузький, „Подзвони Джейн“ — це цікава і драматично ефективна драматизація ключової глави в американській історії». Metacritic, який використовує середньозважене значення, присвоїв фільму оцінку 65 зі 100, засновану на 15 критиках, що вказує на «в цілому сприятливі відгуки».